# Alexander Jaenisch
Alexander Jaenisch, även känd under pseudonymerna Gösta och Kusta, född 31 augusti 1832 i Vilmanstrand, död 30 november 1896 i Helsingfors, var en finländsk ämbetsman, kåsör och humoristisk skribent.

## Biografi
Alexander Jaenisch var son till postmästaren Abraham Fredrik Jaenisch och Anna Maria Jahnsson. Han utbildades vid Finska kadettkåren och avlade studentexamen år 1851. Han arbetade därefter som lärare vid Lyceum i Helsingfors från 1852.
Inom rättsförvaltningen tjänstgjorde han som häradsskrivare i Lappvesi från 1859 och i Stranda (Ingå) från 1862. År 1868 blev han kamrerare vid Finlands Bank och övergick 1876 till en tjänst vid Finlands statsbokföringskontor.
Under pseudonymen Gösta publicerade Jaenisch kåserier och betraktelser i flera tidskrifter, bland annat Finsk Tidskrift, Wikingen och Nya Pressen. Efter hans död publicerades hans samlade texter i Humoresker och pennteckningar: Samlade och utgivna av Wilhelm Bolin (1898).